# Fehérgyarmati kistérség
A Fehérgyarmati kistérség kistérség Szabolcs-Szatmár-Bereg megyében, központja: Fehérgyarmat.

## Települései
| Botpalád    | Cégénydányád | Csaholc       | Császló      | Csegöld      |
| Darnó       | Fehérgyarmat | Fülesd        | Gacsály      | Garbolc      |
| Gyügye      | Hermánszeg   | Jánkmajtis    | Kérsemjén    | Kisar        |
| Kishódos    | Kisnamény    | Kispalád      | Kisszekeres  | Kölcse       |
| Kömörő      | Magosliget   | Mánd          | Méhtelek     | Milota       |
| Nábrád      | Nagyar       | Nagyhódos     | Nagyszekeres | Nemesborzova |
| Olcsvaapáti | Panyola      | Penyige       | Rozsály      | Sonkád       |
| Szamossályi | Szamosújlak  | Szatmárcseke  | Tiszabecs    | Tiszacsécse  |
| Tiszakóród  | Tisztaberek  | Tunyogmatolcs | Túristvándi  | Túrricse     |
| Uszka       | Vámosoroszi  | Zajta         | Zsarolyán    | Csengersima  |